# Состав правительства Сергея Терещенко
Терещенко, Сергей Александрович — глава правительства Республики Казахстан в период с 16 октября 1991 по 11 октября 1994 гг.
Предшественник — Узакбай Караманов (27 июля 1989 — 16 октября 1991)
Преемник — А. Кажегельдин, с 11 октября 1994 года.

## 24 декабря 1991 года
24 декабря 1991 года, в состав Кабмина были введены:
- Куаныш Султанов — министр печати и массовой информации РК
- Николай Макиевский — председатель Госкомиссии РК по ЧС
- Имангали Тасмагамбетов — председатель Госкомитета РК по делам молодежи
- Еркегали Рахмадиев — председатель Госкомитета РК по культуре.

## 18 января 1992 года
18 января 1992 года к ним присоединились:
- Даулет Сембаев — заместитель премьер-министра
- Тлеухан Кабдрахманов — председатель Госкомитета по экономике
- Булат Баекенов — председатель Комитета государственной безопасности
- Толеутай Сулейменов — министр иностранных дел.

Кабинет министров Республики Казахстан лишился:
- Аманчи Акпаева — бывшего председателя Комитета Казахской ССР по делам молодежи, физической культуры и спорта
- Калита Закирьянова — бывшего председателя Госкомитета Казахской ССР по печати
- Николая Вдовина — бывшего председателя Комитета государственной безопасности Казахской ССР
- Акмарал Арыстанбековой — бывшего министра иностранных дел.

## 30 июня 1992 года
30 июня 1992 года удалены многочисленные прежние министерства и кабинеты и ушли старые кадры:
- Избасханов,
- Власов,
- Нуржанов,
- Двуреченский,
- Бакенов,
- Бектемисов,
- Дубицкий,
- Саудабаев,
- Берсенев,
- Аманбаев, Аксултан.[2]

Пополнение:
- Олег Сосковец — назначен первым заместителем премьер-министра и министром промышленности.
- Галым Абильсиитов — министр науки и новых технологий
- Серик Ахымбеков — председатель Государственного комитета по земельным отношениям и землеустройству
- Святослав Медведев — министр экологии и биоресурсов
- Лев Трубников — министр геологии и охраны недр
- Канат Турапов — министр материальных ресурсов
- Владимир Шумов — министр внутренних дел.

## После Сергея Терещенко
Новое правительство сформировал 11 октября 1994 Кажегельдин, Акежан Магжанович
- Первым вице-премьером стал Н. Исингарин,
- вице-премьерами — В. Соболев (финансы), А. Есимов (сельское хозяйство), В. Метте (промышленность).
- Депутаты Верховного Совета отклонили кандидатуры С. Турсунова и А. Сарсенбаева, предложенные на пост вице-премьера по идеологии.
- МИД возглавил К. Токаев,
- Минфин — А. Павлов,
- МВД — Б. Баекенов,
- Минтранском — С. Алигужинов,
- Минтруда — П. Крепак,
- Минкультуры — Т. Мамашев,
- Госкомимущества — С. Калмурзаев,
- Главную налоговую инспекцию — М. Есенбаев.

- Экс-вице-премьер Т. Жукеев стал госсоветником,
- С. Терещенко, Г. Абильсиитов и С. Кулагин ушли в бизнес.
- Вместо Г. Абильсиитова пост министра науки и новых технологий занял Школьник, Владимир Сергеевич в августе 1994

- У. Узбеков стал главой Алматинской областной администрации,
- Р. Чердабаев — стал главой Атырауской областной администрации.[1]

## Дополнительно
Это дополнительная информация о персоналиях, о которых в интернете нет данных, чтобы создать целую статью.
- Бакенов Мухтар Мукашевич — (6 июля[4] 1933) — доктор геолого-минералогических наук, профессор[5], академик НАН Республики Казахстан. Выходец из Баянаульского района.[6] Работал аспирантом в Академии наук при Сатпаеве[7] профессор Казахского Национального технического университета имени К. Сатпаев, награждён орденом «Достык» II степени (7 декабря 2004)☃☃ в 2008-м году Мухтар Бакенов углубленно занимается нетрадиционными видами минерального сырья☃☃ Есть дети Старшая дочь Гаухар Мухтаровна и любимая правнучка Айана Жаналадин.

- Берсенёв, Михаил Т. (12 января 1937)[8]- министр внутренних дел Казахской ССР (апр. 1990 — апр. 1992[2] по другим источникам до февраля 1992 г.[9])

- Аманбаев, Аксултан (11 мая 1940)[10] — министр здравоохранения (до апреля 1992 г.), После официальной отставки перешёл на должность директора детского сада.[2]